# ERCO Ercoupe
ERCO Ercoupe là một loại máy bay hạng nhẹ cánh dưới, được thiết kế chế tạo ở Hoa Kỳ. Nó là sản phẩm đầu tiên do Engineering and Research Corporation (ERCO) sản xuất ngay sau Chiến tranh thế giới II; vài hãng chế tạo khác tiếp tục sản xuất nó sau chiến tranh. Chiếc cuối cùng được hoàn thành vào năm 1968. Nó được thiết kế để trở thành máy bay cánh cố định an toàn nhất mà ngành kỹ thuật hàng không có thể tạo ra vào thời điểm đỏ, và kiểu máy bay này tiếp tục được ưa thích.

## Biến thể
ERCO 310
ERCO 415-A Ercoupe
ERCO 415-B Ercoupe
Wooden Ercoupe
ERCO 415-C Ercoupe
ERCO 415-C/D Ercoupe
ERCO 415-D Ercoupe
ERCO 415-E Ercoupe
ERCO 415-F Ercoupe
ERCO 415-G Ercoupe
ERCO 415-H Ercoupe
ERCO O-55
ERCO PQ-13
ERCO Twin Ercoupe
Forney F-1 Aircoupe
New Aircoupe
Alon A2 Aircoupe
Alon X-A4 Aircoupe
Mooney M10 Cadet
Bryan Autoplane
Lasher Little Thumper

## Tính năng kỹ chiến thuật (Ercoupe 415-C)

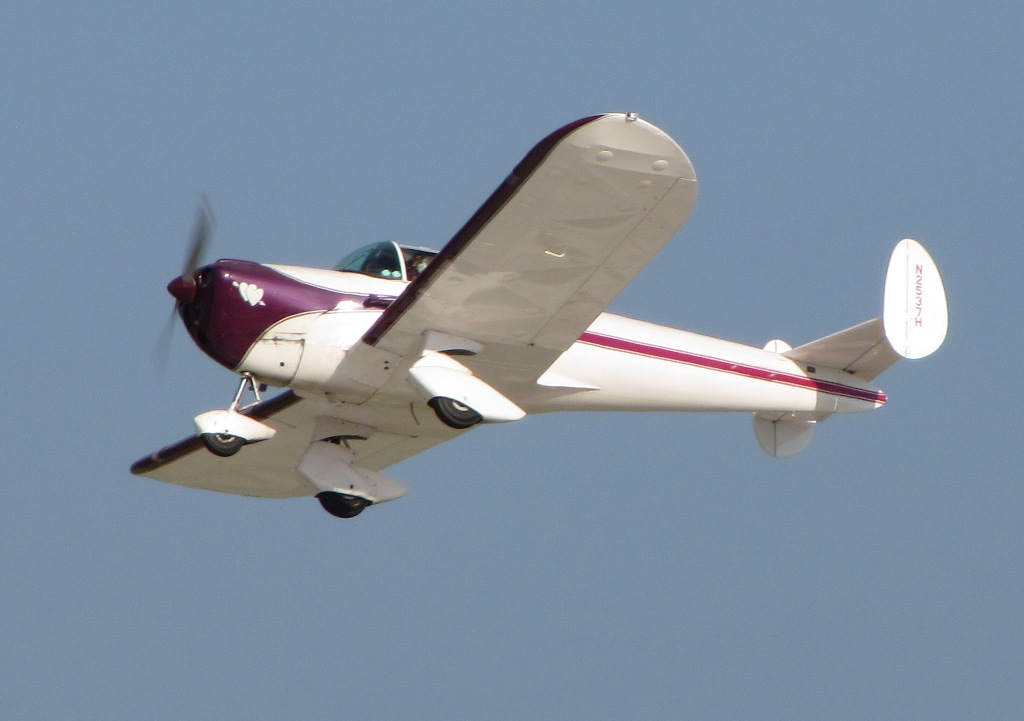
Erco 415-C

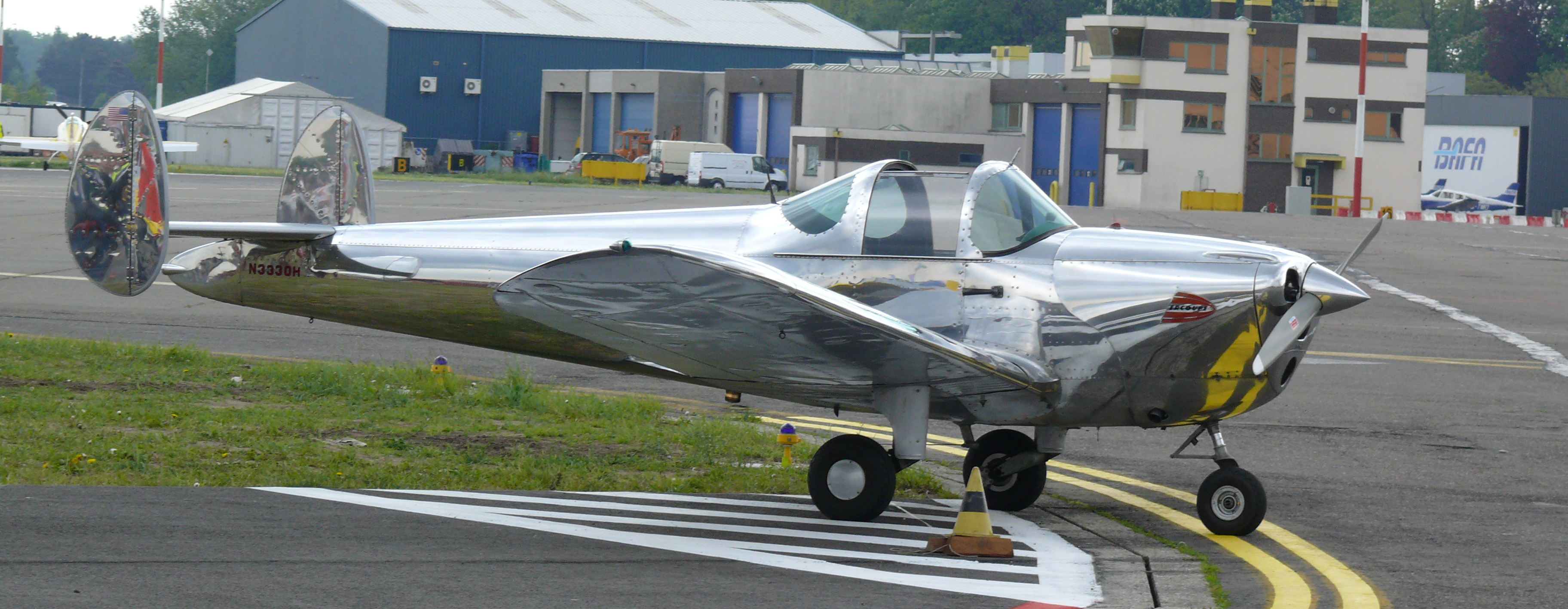
Erco 415-D

Dữ liệu lấy từ EAA Museum, Federal Aviation Administration, Plane & Pilot
Đặc điểm tổng quát
- Kíp lái: 1
- Sức chứa: 1 hành khách
- Chiều dài: 20 ft 9 in (6,32 m)
- Sải cánh: 30 ft 0 in (9,14 m)
- Chiều cao: 5 ft 11 in (1,80 m)
- Diện tích cánh: 142,6 ft² (13,25 m²)
- Trọng lượng rỗng: 749 lb (339 kg)
- Trọng tải có ích: 511 lb (233 kg)
- Trọng lượng cất cánh tối đa: 1.260 lb (572 kg)
- Động cơ: 1 × Continental C-75-12, 75 hp (56 kW) ở vòng tua 2.300 rpm

 Hiệu suất bay 
- Tốc độ không vượt quá: 125 knot (144 mph, 232 km/h)
- Vận tốc cực đại: 96 knot (110 mph, 177 km/h)
- Vận tốc hành trình: 83 knot (95 mph, 153 km/h)
- Vận tốc tắt ngưỡng: 42 knot (48 mph, 77 km/h)
- Tầm bay: 261 NM (300 mi, 482 km)
- Trần bay: 13.000 ft (4.000 m)
- Vận tốc lên cao: 550 ft/phút (2,79 m/s)
- Tải trên cánh: 8,83 lb/ft² (43,17 kg/m²)
- Công suất/trọng lượng: 0,13 hp/lb (210 W/kg)